# Pièce de rechange
 (août 2023).
Une pièce de rechange, ou pièce détachée, est une pièce destinée à remplacer une pièce défectueuse ou dégradée d’un bien en exploitation.

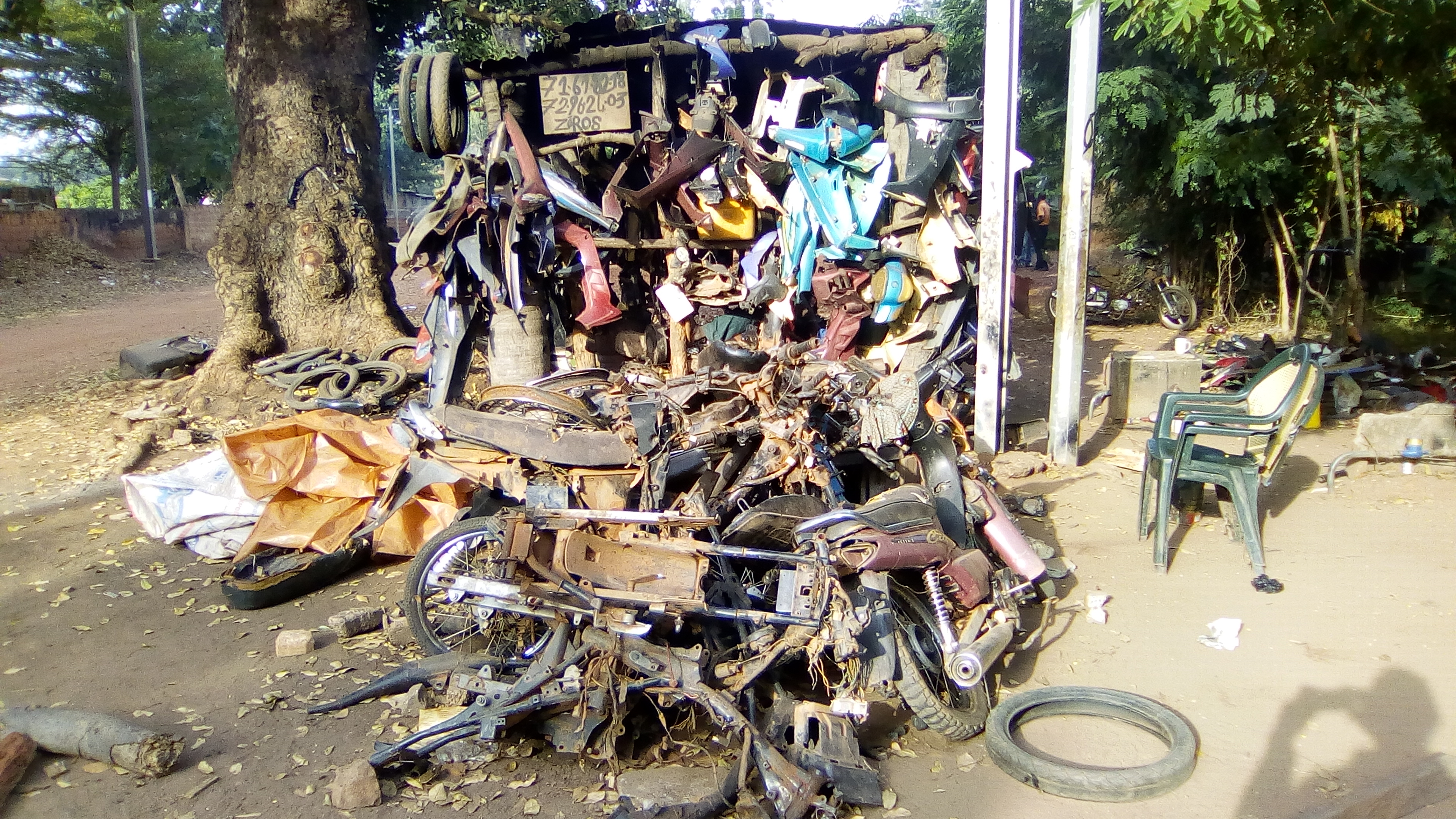
Vente de pièces de rechange de deux-roues au Burkina Faso.

## Description
L'expression « pièce de rechange » est très employée dans l'automobile (on parle aussi beaucoup d'échange standard), tandis que l'expression « pièce détachée » est plutôt employée dans des industries comme l'électroménager.
Les pièces de rechange sont nécessaires dans le processus de maintenance, lorsqu'une entreprise a décidé de se lancer dans un projet de réparabilité. La disponibilité des pièces de rechange est fonction du secteur. En principe, plus le produit est sophistiqué, comme une automobile, plus on est amené à gérer les pièces de rechange. Pour les plus grandes entreprises, le stockage des pièces de rechange se fait dans d'immenses entrepôts qui gèrent souvent des milliers de références.